# Retransmisje
Retransmisje to czwarty album zespołu Radio Bagdad wydany w 2016 roku. Wydawnictwo zawiera 2 płyty: akustyczny występ zespołu na antenie Trójki z 17.05.2015 z oraz kompilację utworów z dotychczasowych albumów plus premierowy utwór "Włącz mnie".

## Lista utworów[1]
Składanka by Lou & Rocked Boys (CD1)
1. Nieudaczni (Wersja Klip)
2. Słodkie Koktajle Mołotowa
3. A Ja Nie! (Wersja Singiel)
4. Róbmy Pieniądze
5. Magister
6. Tak Bardzo Przypominasz Mi
7. Kupując Czerń
8. Oddaj Orła
9. Giną Jak We Mgle (Wersja Singiel)
10. Życie To Śmiertelna Walka
11. Poławawiacz Prawd
12. Czas Naszych
13. Takich Dwoje
14. Londyn Dzwoni
15. Dance Macabre
16. Włącz mnie

Koncert w TRÓJCE (CD2)
1. Zapowiedź
2. Tak bardzo przypominasz mi
3. Nieudaczni
4. A ja nie!
5. Słodkie koktajle Mołotowa
6. Oddaj orła
7. Magister
8. Takich dwoje
9. Uratujemy sens
10. Giną jak we mgle
11. Czar się skończył
12. Poławiacz prawd
13. Czas naszych czasów
14. Wszystko
15. Nie mam wątpliwości

## Teledyski
1. Uratujemy sens (live Trójka)
2. Dance macabre
3. Włącz mnie

## Skład
- Konrad Sielak Siedlecki – głos, gitara, teksty
- Dzik – bas, głos
- Robert Jabłoński – perkusja
- Roman Wróblewski – klawisze
- Jakub Szwarc – gitara akustyczna, altówka